# Fußball-Weltmeisterschaft 2018/Marokko
Dieser Artikel behandelt die marokkanische Fußballnationalmannschaft bei der Fußball-Weltmeisterschaft 2018. Marokko nahm zum fünften Mal an der Endrunde teil. Zuletzt hatte die Mannschaft 1998 teil und war dabei wie 2018 in der Gruppenphase gescheitert.

## Qualifikation
Die Mannschaft qualifizierte sich über die Qualifikationsspiele des afrikanischen Fußballverbandes CAF für die Weltmeisterschaft in Russland.

### Spiele
Marokko begann die Qualifikation unter Badou Zaki, unter dem die Mannschaft in die zweite Runde einstieg und dabei in Hin- und Rückspiel auf Äquatorialguinea traf. Nach einem 2:0-Heimsieg konnte trotz einer 0:1-Auswärtsniederlage die dritte Runde erreicht werden. Im Februar 2016 einigten sich der marokkanische Verband und Badou Zaki auf eine Vertragsauflösung. Als Nachfolger wurde Hervé Renard verpflichtet, der  die Mannschaft in die dritte Runde führte. Diese wurde als Gruppenphase ausgetragen und Marokko traf in Gruppe C auf die Elfenbeinküste, Gabun und Mali. In den sechs daraus entstandenen Begegnungen trug die marokkanische Mannschaft drei Siege davon spielte dreimal remis. Dabei kassierten die Marokkaner als einzige Mannschaft in der dritten Runde kein Gegentor. Allerdings gelangen ihr die wenigsten Siege aller afrikanischen qualifizierten Mannschaften. Als Gruppensieger qualifizierten sich die Marokkaner am letzten Spieltag durch einen 2:0-Sieg in der Elfenbeinküste, wodurch diese die vierte WM-Teilnahme in Folge verpasste.
Insgesamt kamen 40 Spieler zum Einsatz – bezogen auf die Anzahl der Spiele sind dies die meisten Spieler. 13 von den eingesetzten Spielern bestritten aber nur ein Spiel. 17 eingesetzte Spieler standen auch im Kader für die Fußball-Afrikameisterschaft 2017, bei der Marokko im Viertelfinale ausgeschieden war. Als einziger Spieler wurde Torhüter Munir El Kajoui in allen acht Spielen eingesetzt. Auf sieben Einsätze brachte es Kapitän Medhi Benatia. Bester Torschütze war Khalid Boutaïb mit vier Toren, wovon er allein drei beim 3:0-Sieg gegen Gabun erzielte. Insgesamt steuerten  neun Spieler mindestens ein Tor bei.

### Zweite Runde
| Datum         | Spielort | Gastgeber        |   | Gast             | Ergebnis  | Torschützen für Marokko                     |
| ------------- | -------- | ---------------- | - | ---------------- | --------- | ------------------------------------------- |
| 12. Nov. 2015 | Agadir   | Marokko          | – | Äquatorialguinea | 2:0 (1:0) | Youssef El-Arabi (30.), Yacine Bammou (66.) |
| 15. Nov. 2015 | Bata     | Äquatorialguinea | – | Marokko          | 1:0 (1:0) |                                             |

### Dritte Runde
| Datum      | Spielort    | Gastgeber      |   | Gast           | Ergebnis  | Torschützen für Marokko                                                                                               |
| ---------- | ----------- | -------------- | - | -------------- | --------- | --- |
| 08.10.2016 | Franceville | Gabun          | – | Marokko        | 0:0       | |
| 12.11.2016 | Marrakesch  | Marokko        | – | Elfenbeinküste | 0:0       | |
| 01.09.2017 | Rabat       | Marokko        | – | Mali           | 6:0 (2:0) | Hakim Ziyech (19./Elfmeter, 60.), Khalid Boutaïb (27.), Achraf Hakimi (72.), Younès Belhanda (80.), Mimoun Mahi (88.) |
| 05.09.2017 | Bamako      | Mali           | – | Marokko        | 0:0       | |
| 07.10.2017 | Casablanca  | Marokko        | – | Gabun          | 3:0 (1:0) | Khalid Boutaïb (38., 56., 71.)                                                                                        |
| 11.11.2017 | Abidjan     | Elfenbeinküste | – | Marokko        | 0:2 (0:2) | Nabil Dirar (24.), Medhi Benatia (30.)                                                                                |

#### Abschlusstabelle der dritten Runde
| Pl. | Land           | Sp. | S | U | N | Tore    | Diff. | Punkte |
| --- | -------------- | --- | - | - | - | ------- | ----- | ------ |
| 1.  | Marokko        | 6   | 3 | 3 | 0 | 011:000 | +11   | 12     |
| 2.  | Elfenbeinküste | 6   | 2 | 2 | 2 | 007:500 | +2    | 08     |
| 3.  | Gabun          | 6   | 1 | 3 | 2 | 002:700 | −5    | 06     |
| 4.  | Mali           | 6   | 0 | 4 | 2 | 001:900 | −8    | 04     |

## Vorbereitung

### Spiele
| Datum           | Ergebnis  | Gegner      | Austragungsort | Marokkanische Torschützen                                                   |
| --------------- | --------- | ----------- | -------------- | --------------------------------------------------------------------------- |
| 13. Januar 2018 | 4:0       | Mauretanien | Casablanca     | Ayoub El Kaabi (66., 80,), Ismail El Haddad (72.), Achraf Bencharki (90.+2) |
| 17. Januar 2018 | 3:1       | Guinea      | Casablanca     | Ayoub El Kaabi (27., 64., 68.)                                              |
| 21. Januar 2018 | 0:0       | Sudan       | Casablanca     |                                                                             |
| 27. Januar 2018 | 2:0       | Namibia     | Casablanca     | Ayoub El Kaabi (36.), Salaheddine Saidi (55.)                               |
| 31. Januar 2018 | 3:1 n. V. | Libyen      | Casablanca     | Ayoub El Kaabi (73., 97.), Walid El Karti (118./Elfmeter)                   |
| 4. Februar 2018 | 4:0       | Nigeria     | Casablanca     | Zakaria Hadraf (45., 64.) Walid El Karti (61.), Ayoub El Kaabi (73.)        |
| 23. März 2018   | 2:1       | Serbien     | Turin (ITA)    | Hakim Ziyech (29./Elfmeter), Khalid Boutaïb (40.)                           |
| 27. März 2018   | 2:0       | Usbekistan  | Casablanca     | Ayoub El Kaabi (4.), Manuel da Costa (43.)                                  |
| 31. Mai 2018    | 0:0       | Ukraine     | Genf (CHE)     |                                                                             |
| 4. Juni 2018    | 2:1       | Slowakei    | Genf (CHE)     | Ayoub El Kaabi (64.), Younes Belhanda (74.)                                 |
| 9. Juni 2018    | 3:1       | Estland     | Tallinn        | Younes Belhanda (11.), Hakim Ziyech (38./Elfmeter), Youssef En-Nesyri (72.) |

Anmerkungen:
Kursiv gesetzte Mannschaften sind nicht für die WM qualifiziert.
Bei den Spielen im Januar/Februar im Rahmen der Afrikanischen Nationenmeisterschaft durften nur Spieler der heimischen Ligen eingesetzt werden. Nur drei Spieler des Kaders kamen auch in der WM-Qualifikation zum Einsatz, aber nur jeweils in einem Spiel. Finalgegner Nigeria setzte von den in der WM-Qualifikation eingesetzten Spielern nur Torhüter Ikechukwu Ezenwa, aber nicht im Finale.

### Quartier
Teamquartier war das „Marriott Hotel“  in Woronesch, wo die Mannschaft das Stadion „Tschaika“  zu Trainingszwecken nutzen konnte.

## Kader
Aus dem vorläufigen Kader wurde Badr Banoun gestrichen. Kein Spieler kam bisher bei einer WM-Endrunde zum Einsatz.
| Pos. | Nr.     | Spieler                | Verein vor WM-Beginn      | Geburtsdatum | Länderspiel- einsätze * | Länderspiel- tore * | Debüt | Letzter Einsatz | Anzahl der Spiele | Tor | Gelbe Karte | Gelb-Rote Karte | Rote Karte |
| --- | ------- | ---------------------- | ------------------------- | ------------ | ----------------------- | ------------------- | ----- | --------------- | ----------------- | --- | ----------- | --------------- | ---------- |
| Tor | 01      | Yassine Bounou         | FC Girona                 | 05.04.1991   | 11                      | 0                   | 2013  | 04.06.2018      |                   |     |             |                 |            |
| Tor | 12      | Munir El Kajoui        | CD Numancia               | 10.05.1989   | 28                      | 0                   | 2015  | 09.06.2018      | 3                 |     | 1           |                 |            |
| Tor | 22      | Ahmed Reda Tagnaouti   | IR TangerM                | 05.04.1996   | 2                       | 0                   | 2017  | 27.03.2018      |                   |     |             |                 |            |
| Abwehr | 05      | Medhi Benatia          | Juventus TurinM, P        | 17.04.1987   | 57                      | 2                   | 2008  | 09.06.2018      | 2                 |     | 1           |                 |            |
| Abwehr | 04      | Manuel da Costa        | Istanbul Başakşehir FK    | 06.05.1986   | 28                      | 1                   | 2014  | 09.06.2018      | 3                 |     | 1           |                 |            |
| Abwehr | 17      | Nabil Dirar            | Fenerbahçe Istanbul       | 25.02.1986   | 34                      | 3                   | 2008  | 23.03.2018      | 2                 |     |             |                 |            |
| Abwehr | 02      | Achraf Hakimi          | Real MadridC              | 04.11.1998   | 10                      | 1                   | 2016  | 09.06.2018      | 3                 |     | 1           |                 |            |
| Abwehr | 03      | Hamza Mendyl           | OSC Lille                 | 21.10.1997   | 13                      | 0                   | 2016  | 04.06.2018      |                   |     |             |                 |            |
| Abwehr | 06      | Romain Saïss           | Wolverhampton WanderersM2 | 26.03.1990   | 26                      | 1                   | 2016  | 09.06.2018      | 2                 |     |             |                 |            |
| Mittelfeld | 08      | Karim El Ahmadi        | Feyenoord RotterdamP      | 27.01.1985   | 50                      | 1                   | 2008  | 09.06.2018      | 3                 |     | 2           |                 |            |
| Mittelfeld | 15      | Youssef Aït Bennasser  | SM Caen                   | 07.07.1996   | 14                      | 0                   | 2016  | 09.06.2018      |                   |     |             |                 |            |
| Mittelfeld | 16      | Nordin Amrabat         | CD Leganés                | 31.03.1987   | 44                      | 4                   | 2011  | 09.06.2018      | 2                 |     | 1           |                 |            |
| Mittelfeld | 21      | Sofyan Amrabat         | Feyenoord RotterdamP      | 21.08.1996   | 5                       | 0                   | 2017  | 09.06.2018      | 2                 |     |             |                 |            |
| Mittelfeld | 10      | Younès Belhanda        | Galatasaray IstanbulM     | 25.02.1990   | 47                      | 5                   | 2010  | 09.06.2018      | 3                 |     |             |                 |            |
| Mittelfeld | 14      | Mbark Boussoufa        | al-Jazira Club            | 15.08.1984   | 59                      | 7                   | 2006  | 09.06.2018      | 3                 |     | 1           |                 |            |
| Mittelfeld | 11      | Fayçal Fajr            | FC Getafe                 | 01.08.1988   | 23                      | 2                   | 2015  | 04.06.2018      | 2                 |     |             |                 |            |
| Mittelfeld | 18      | Amine Harit            | FC Schalke 04             | 18.06.1997   | 6                       | 0                   | 2017  | 09.06.2018      | 1                 |     |             |                 |            |
| Sturm | 20      | Aziz Bouhaddouz        | FC St. Pauli              | 30.03.1987   | 15                      | 3                   | 2016  | 09.06.2018      | 2                 |     |             |                 |            |
| Sturm | 13      | Khalid Boutaïb         | Malatyaspor               | 24.04.1987   | 18                      | 8                   | 2016  | 09.06.2018      | 2                 | 1   |             |                 |            |
| Sturm | 23      | Mehdi Carcela-González | Standard LüttichP         | 01.07.1989   | 23                      | 1                   | 2011  | 04.06.2018      | 1                 |     |             |                 |            |
| Sturm | 09      | Ayoub El Kaabi         | RS Berkane                | 26.06.1993   | 10                      | 11                  | 2018  | 09.06.2018      | 2                 |     |             |                 |            |
| Sturm | 19      | Youssef En-Nesyri      | FC Málaga                 | 01.06.1997   | 11                      | 3                   | 2016  | 09.06.2018      | 1                 | 1   |             |                 |            |
| Sturm | 07      | Hakim Ziyech           | Ajax Amsterdam            | 19.03.1993   | 18                      | 8                   | 2015  | 09.06.2018      | 3                 |     |             |                 |            |
| Trainerstab | Trainer | Hervé Renard           |                           | 30.09.1968   |                         |                     | 2016  |                 | 3                 |     |             |                 |            |
| (*) angegeben sind nur die Spiele und Tore, die vor Beginn der Weltmeisterschaft absolviert bzw. erzielt wurden (Quelle: Kicker Sonderheft WM 2018, Stand: 20. Mai 2018), Daten aktualisiert nach dem Spiel am 9. Juni gegen Estland. |         |                        |                           |              |                         |                     |       |                 |                   |     |             |                 |            |
| 1. |         |                        |                           |              |                         |                     |       |                 |                   |     |             |                 |            |

## Endrunde

### Gruppenauslosung
Für die Auslosung der Qualifikationsgruppen am 1. Dezember war Marokko Topf 4 zugeordnet. Marokko trifft in der Gruppe B auf Europameister Portugal,  den vorletzten Weltmeister Spanien und den Iran. Gegen Portugal spielten die Marokkaner bereits bei ihrer zweiten WM-Teilnahme 1986 und erreichten durch einen 3:1-Sieg zum bisher einzigen Mal die K.-o.-Runde, wo sie im Achtelfinale mit 0:1 gegen Vizeweltmeister Deutschland verloren. Weitere Spiele gegen Portugal gab es noch nicht. Gegen die spanische A-Nationalmannschaft gab es zwei Pflichtspielniederlagen in der Qualifikation für die WM 1962 sowie ein torloses Remis in einem Freundschaftsspiel 1968. Darüber hinaus gab es ein Remis und zwei Niederlagen gegen die spanische B-Mannschaft und eine Niederlage gegen die spanische Amateurmannschaft im Spiel um Platz 3 bei den Mittelmeerspielen 1963. Gegen den Iran gibt es nur ein von der FIFA nicht gezähltes Spiel bei einem Turnier in Peking, an dem auch Vereinsmannschaften und B-Mannschaften teilnahmen. Dabei verloren die Marokkaner im Elfmeterschießen.
Marokko hat bisher nur einmal 2014 gegen Russland in Moskau gespielt, aber noch nicht in den beiden anderen Vorrundenspielorten.

### Spiele der Gruppenphase / Gruppe B
| Pl. | Land     | Sp. | S | U | N | Tore    | Diff. | Punkte |
| --- | -------- | --- | - | - | - | ------- | ----- | ------ |
| 1.  | Spanien  | 3   | 1 | 2 | 0 | 006:500 | +1    | 05     |
| 2.  | Portugal | 3   | 1 | 2 | 0 | 005:400 | +1    | 05     |
| 3.  | Iran     | 3   | 1 | 1 | 1 | 002:200 | ±0    | 04     |
| 4.  | Marokko  | 3   | 0 | 1 | 2 | 002:400 | −2    | 01     |
|     |          |     |   |   |   |         |       |        |

| Fr., 15. Juni 2018, 18:00 Uhr (17:00 Uhr MESZ) in Sankt Petersburg                  |   |         |           |                              |
| Marokko                                                                             | – | Iran    | 0:1 (0:0) | 90.+5′ Bouhaddouz            |
| Mi., 20. Juni 2018, 15:00 Uhr (14:00 Uhr MESZ) in Moskau (Olympiastadion Luschniki) |   |         |           |                              |
| Portugal                                                                            | – | Marokko | 1:0 (1:0) |                              |
| Mo., 25. Juni 2018, 20:00 Uhr (MESZ) in Kaliningrad                                 |   |         |           |                              |
| Spanien                                                                             | – | Marokko | 2:2 (1:1) | 14.′ Boutaïb, 81.′ En-Nesyri |